# Deutsch-katarische Beziehungen
Offizielle Deutsch-katarische Beziehungen auf der diplomatischen Ebene bestehen seit dem Jahre 1973. Die bilateralen Beziehungen haben sich seitdem rasch intensiviert und insbesondere im Bereich der Wirtschaft bestehen enge Kontakte zwischen beiden Ländern und deutsche Unternehmen fungieren auch als Waffenlieferanten an das Emirat.

## Geschichte
Die Bundesrepublik Deutschland eröffnete 1977 eine Botschaft in Doha, der Hauptstadt von Katar. Erster Botschafter in Katar wurde Jürgen Hellner. Im Jahre 1996 wurde ein Luftverkehrsabkommen und 1999 ein Investitionsabkommen zwischen beiden Ländern abgeschlossen. 1999 besuchte Emir Hamad bin Chalifa Al Thani Deutschland, was der erste offizielle Besuch der katarischen Führung in Deutschland war. Bundespräsident Johannes Rau besuchte Katar im Jahr 2001, und 2002 besuchte auch Sigmar Gabriel, der damalige niedersächsische Ministerpräsident, Katar. Der erste deutsche Bundeskanzler, der Katar einen offiziellen Besuch abstattete, war Gerhard Schröder, der das Land 2005 besuchte. Während seiner Visite unterzeichneten die beiden Länder ein Sicherheitsabkommen. Im selben Jahr eröffnete Katar seine Botschaft in Berlin.
Im August 2014 warf der deutsche Entwicklungsminister Gerd Müller Katar vor, IS-Kämpfer zu finanzieren. Daraufhin erklärte Deutschland, dass es die Äußerungen Müllers „bedauere“ und keine Missverständnisse wünsche. Einen Tag, nachdem Deutschland zu den Äußerungen des Ministers Stellung genommen hatte, verurteilte Katar den IS und behauptete, dass es keinerlei Finanzmittel für diesen bereitstelle.
Im Juni 2017 verurteilte der deutsche Außenminister Sigmar Gabriel den von Saudi-Arabien angeführten Boykott gegen Katar öffentlich. Im Juli forderte er die blockierenden Länder auf, die Rechte Katars als souveränes Land zu respektieren, und lobte die Reaktion Katars auf den Boykott. Emir Tamim bin Hamad Al Thani besuchte Angela Merkel im September 2017, um über die diplomatische Krise zu sprechen. Merkel äußerte dabei ihre „große Besorgnis“ über den Streit.
Am 20. Mai 2022 traf Emir Tamim bin Hamad Al Thani Bundeskanzler Olaf Scholz in Berlin. Beide Seiten unterzeichneten dabei ein Energiepartnerschaftsabkommen zum Ausbau der Handelsbeziehungen im Bereich Flüssigerdgas, um die Abhängigkeit Deutschlands von Russland bei der Energieversorgung zu verringern.
Im Oktober 2022 kritisierte die deutsche Innenministerin Nancy Faeser im Zusammenhang mit der Fußball-Weltmeisterschaft 2022 die Menschenrechtssituation in Katar, woraufhin das Außenministerium von Katar den damaligen deutschen Botschafter Claudius Fischbach einbestellte.
Im November 2022 wurden nach Verhandlungen eine Vereinbarung über die Lieferung von Erdgas von Katar an Deutschland getroffen. Vereinbart wurde eine Liefermenge von zwei Millionen Tonnen Flüssigerdgas pro Jahr ab 2026 für 15 Jahre.

## Wirtschaft
Das Qatar German Business Forum wurde 2000 ins Leben gerufen, und 2007 wurde ein gemeinsamer Wirtschaftsausschuss zwischen den beiden Ländern eingerichtet. Die Handelsbeziehungen sind eng und 2021 lag das gemeinsame Handelsvolumen bei 1,8 Milliarden Euro. Im Jahr 2015 entfielen 7,3 Prozent des Außenhandelsvolumens von Katar auf Deutschland. Katar exportiert vor allem Flüssigerdgas nach Deutschland. Deutschland exportiert im Gegenzug vor allem Kraftfahrzeuge, chemische und pharmazeutische Erzeugnisse sowie Maschinen nach Katar. 2022 wurde eine Energiepartnerschaft zwischen beiden Ländern beschlossen, womit die Wirtschaftsbeziehungen weiter intensiviert wurden. Neben der Lieferung von Erdgas von Katar an Deutschland wollen beide Länder auch bei der Erzeugung von grünem Wasserstoff und dem Ausbau von erneuerbaren Energien zusammenarbeiten.
Katar hat in großem Umfang in einige der bekanntesten deutschen Unternehmen investiert, darunter Volkswagen, Siemens, Hapag-Lloyd und die Deutsche Bank. Mit Investitionen in Höhe von 18 Milliarden US-Dollar (2013) war Katar der größte Investor in Deutschland innerhalb der arabischen Welt. Auslandsinvestitionen werden von dem Emirat zur strategischen Diversifizierung seiner Wirtschaft genutzt. Katar besitzt auch Immobilien in Deutschland, darunter das Grand Hyatt Berlin. Deutsche Unternehmen sind in Katar aktiv, bevorzugt in den Bereichen Infrastruktur und Bauwesen. Bei dem Aufbau des Bahnnetzes des Landes waren z. B. die Deutsche Bahn und Siemens beteiligt.

## Rüstungskooperation

Genehmigungen für deutsche Rüstungsexporte nach Katar

Katar zählt zu den größten Abnehmern deutscher Waffen. Im April 2013 unterzeichnete Katar mit dem deutschen Rüstungskonzern Krauss-Maffei Wegmann einen Vertrag über den Kauf von 62 Leopard-2-Panzern im Wert von zwei Milliarden Euro. Anfang 2019 gab Deutschland bekannt, dass es den Verkauf des Waffensystems RIM-116 Rolling Airframe Missile an Katar genehmigt hat. Das Geschäft wurde von unter Berufung auf Menschenrechtsbedenken und der Beteiligung Katars an bewaffneten Konflikten kritisiert. Die Ankündigung des Geschäfts erfolgte inmitten eines Stopps der deutschen Waffenverkäufe an Saudi-Arabien nach der Ermordung von Jamal Khashoggi.

## Kultur und Bildung
Das bilaterale deutsch-katarische Kulturjahr 2017 war eine von der Qatar Museums Authority organisierte Initiative zur Stärkung der kulturellen Beziehungen zwischen Katar und Deutschland. Die erste gemeinsame Veranstaltung war ein Auftritt des Qatar Philharmonic Orchestra, das von dem deutschen Dirigenten David Niemann geleitet wurde. Sie spielten im Katara Opera House sowohl deutsche als auch katarische Musik.
Seit 2008 besteht die Deutsche Internationale Schule Doha, welche seit 2016 zum Studium an deutschen Hochschulen berechtigt. 2013 wurde erstmals Deutsch als Wahlfach an katarischen Schulen unterrichtet. Es gibt Kooperationen zwischen beiden Ländern im Hochschulbereich und in der Forschung.

## Sport
Im Sport bestehen enge Beziehungen zwischen beiden Ländern und deutsche Experten halfen beim Aufbau der Aspire Academy, der größten Sportakademie des Landes. Es besteht eine enge wirtschaftliche Partnerschaft zwischen dem FC Bayern München und dem Emirat Katar.

## Diplomatische Standorte
- Deutschland hat eine Botschaft in Doha.
- Katar hat eine Botschaft in Berlin und ein Generalkonsulat in München.[21]

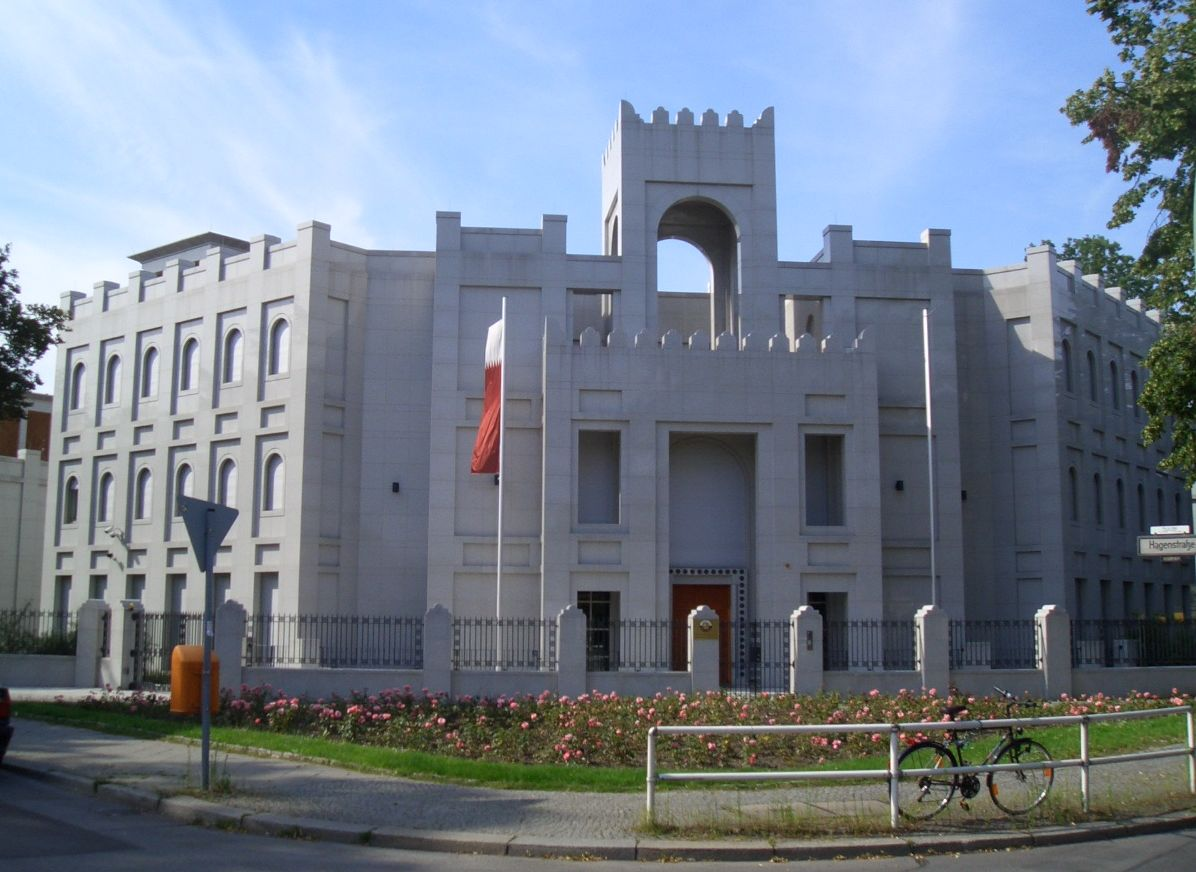
Katarische Botschaft in Berlin